# تشارلز تاونسند (سياسي)
تشارلز تاونسند هو محامي وسياسي أمريكي، ولد في 22 ديسمبر 1834 في مقاطعة بلمونت في الولايات المتحدة، وتوفي في 12 يناير 1900. نشط حزبياً في الحزب الجمهوري. وقد انتخب عضو مجلس ولاية أوهايو ‏ وانتخب عضو مجلس نواب أوهايو ‏.